# Brooklyn Nets

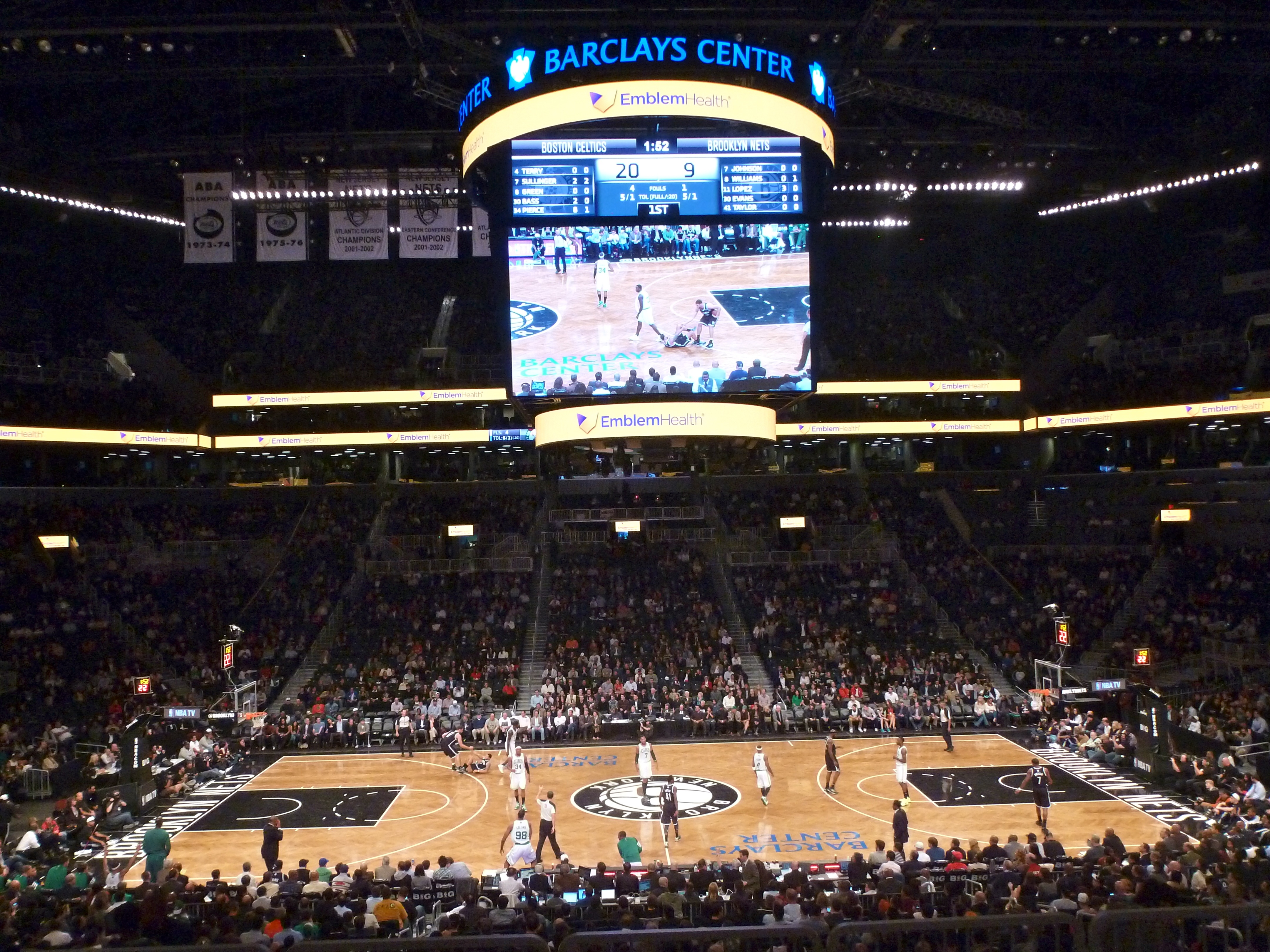
Barclays Center (Boston Celtics tegen de Nets in najaar 2012)

De Brooklyn Nets (BKN) is een basketbalteam in de National Basketball Association (NBA), sinds 2012 gevestigd in het New Yorkse stadsdeel Brooklyn. De Nets spelen in de Atlantic Division die valt onder de Eastern Conference van de NBA.

## Geschiedenis

### Van New Jersey Americans naar New York Nets en een eerste ABA-titel
De ploeg werd in 1967 opgericht in Teaneck in de staat New Jersey, als deelnemer in de toenmalige American Basketball Association (ABA), onder de naam New Jersey Americans. Het volgende jaar verhuisden ze naar Long Island en werden de New York Nets. Ze hebben in de loop der jaren verschillende namen gehad en zijn gevestigd geweest in verschillende plaatsen in New Jersey en New York.
Dankzij de komst van sterspeler Julius Erving, bijgenaamd "Dr. J" in 1973 behaalden de New York Nets de ABA-titel in 1974 (tegen de Utah Stars) en in 1976 (tegen de Denver Nuggets). Dit was de laatste ABA-titel, want na dit seizoen gingen de ABA en de NBA samen.

### Terug naar New Jersey en de eerste NBA-playoffs
Voor de start van het seizoen 1977-1978 verhuisde het team terug naar New Jersey en werd het de New Jersey Nets. Na vier seizoenen waarin ze op de campus van Rutgers University speelden, namen ze hun intrek in de Brendan Byrne Arena (nu de Continental Airlines Arena genoemd) in East Rutherford.
De Nets bereikten de NBA play-offs voor het eerst in 1982-1983, maar verloren daarin in de eerste ronde. In 1983-1984 wonnen ze de eerste ronde in de play-offs van de Philadelphia 76ers en verloren daarna van de Milwaukee Bucks. In het seizoen 1984-1985 werden ze in de eerste ronde van de play-offs verslagen door de Detroit Pistons.

### Opnieuw in de play-offs begin jaren 90
Daarna duurde het tot de vroege jaren 1990 vooraleer de ploeg opnieuw de play-offs kon bereiken, met als voornaamste spelers Derrick Coleman, Kenny Anderson en Kroatische sterspeler Dražen Petrović. Zowel in 1991-1992 als in 1992-1993 verloren de Nets in de eerste ronde van de play-offs van de Cleveland Cavaliers. Vlak daarna stierf Dražen Petrović in een verkeersongeval in Duitsland. Het volgende jaar werden ze in de eerste ronde van de play-offs verslagen door de New York Knicks.
In de daaropvolgende jaren konden de Nets weinig positieve resultaten voorleggen. In 1997-1998 haalden ze wel opnieuw de play-offs, maar verloren in de eerste ronde van de Chicago Bulls.

### 2001/02 en 2002/03: winst Atlantic Division en kampioen van de Eastern Conference
De beste resultaten voor de Nets kwamen er vanaf het seizoen 2001-2002, met als drijvende kracht Jason Kidd. In dat jaar wonnen ze de Atlantic Division en kroonden zich in de play-offs tot kampioenen van de Eastern Conference, door achtereenvolgens de Indiana Pacers, de Charlotte Hornets en de Boston Celtics te verslaan. In de NBA Finals hadden ze echter niet veel in te brengen tegen de Los Angeles Lakers van Kobe Bryant en Shaquille O'Neal, die met 4-0 wonnen.
In het volgende seizoen 2002-2003 wonnen de Nets opnieuw hun Atlantic Division en versloegen de Milwaukee Bucks, de Boston Celtics en de Detroit Pistons in de play-offs zodat ze opnieuw kampioenen van de Eastern Conference werden. In de NBA Finals verloren ze daarna van de San Antonio Spurs in zes wedstrijden (4-2).
In 2003-2004 wonnen ze opnieuw de titel in de Atlantic Division, maar werden in de tweede ronde van de play-offs uitgeschakeld door de latere NBA-kampioenen de Detroit Pistons.
In 2005, met sterspeler Vince Carter naast Jason Kidd, haalden de Nets op het nippertje de play-offs, maar verloren in de eerste ronde van de Miami Heat van Shaquille O'Neal.
In het seizoen 2006/2007 werden ze in de kwartfinales uitgeschakeld door de Cleveland Cavaliers.

### 2012: verhuizing naar Brooklyn
In 2012 verhuisden de Nets naar Brooklyn, waar ze gingen spelen in een nieuw sportcomplex, het Barclays Center. De nieuwe naam werd Brooklyn Nets. In het eerste seizoen werden meteen de play-offs gehaald.

## Erelijst

### ABA
- Winnaar Atlantic Division

1973/74
- Winnaar Eastern Conference

1971/72, 1973/74, 1975/76
- Winnaar ABA

1973/74, 1975/76

### NBA
- Winnaar Atlantic Division

2001/02, 2002/03, 2003/04, 2005/06
- Winnaar Eastern Conference

2001/02, 2002/03

## Individuele statistieken
Vet: nog actief bij de Nets
Italic: nog actief, maar bij een andere club

### Gescoorde punten (regulier seizoen)[1]
bijgewerkt tot en met 10 december 2022
1. Brook Lopez  (10.444)
2. Buck Williams (10.440)
3. Vince Carter (8.834)
4. Richard Jefferson (8.507)
5. Jason Kidd (8.373)
6. John Williamson (7.202)
7. Julius Erving (7.104)
8. Kerry Kittles (7.096)
9. Derrick Coleman (6.930)
10. Chris Morris (6.762)
11. Mike Gminski (6.415)
12. Billy Paultz (6.297)
13. Bill Melchionni (6.230)
14. Otis Birdsong (5.968)
15. Keith Van Horn (5.700)
16. Albert King (5.595)
17. Kendall Gill (4.932)
18. Darwin Cook (4.699)
19. Kenny Anderson (4.655)
20. Joe Harris (4.650)
21. Deron Williams (4.609)
22. Kenyon Martin (4.269)
23. Rick Barry (4.252)
24. Joe Johnson (4.240)
25. Stephon Marbury (3.963)
26. Spencer Dinwiddie (3.920)
27. Bernard King (3.901)
28. Brian Taylor (3.804)
29. Dražen Petrović (3.798)
30. Devin Harris (3.747)
31. Darryl Dawkins (3.687)
32. Walter Simon (3.634)
33. Armen Gilliam (3.611)
34. Sam Bowie (3.578)
35. Lucious Harris (3.528)
36. Levern Tart (3.527)
37. Kevin Durant (3.362)
38. Micheal Ray Richardson (3.357)
39. Mike O'Koren (3.323)
40. Mike Newlin (3.322)
41. Kyrie Irving (3.243)
42. Jayson Williams (3.084)
43. Caris LeVert (2.937)
44. Larry Kenon (2.904)
45. John Roche (2.735)
46. Eddie Jordan (2.700)
47. Dennis Hopson (2.626)
48. Jan van Breda Kolff (2.596)
49. Roy Hinson (2.568)
50. Nenad Krstić (2.551)

### Andere statistieken (regulier seizoen)[1]
bijgewerkt tot en met 10 december 2022
| Meest gespeelde minuten | Meest gespeelde minuten |
| Speler                  | Minuten                 |
| ----------------------- | ----------------------- |
| Buck Williams           | 23.100                  |
| Jason Kidd              | 18.733                  |
| Brook Lopez             | 18.118                  |
| Richard Jefferson       | 17.499                  |
| Kerry Kittles           | 16.686                  |
| Bill Melchionni         | 15.337                  |
| Chris Morris            | 15.274                  |
| Vince Carter            | 14.157                  |
| Billy Paultz            | 13.804                  |
| Mike Gminski            | 13.638                  |

| Meeste rebounds   | Meeste rebounds |
| Speler            | Rebounds        |
| ----------------- | --------------- |
| Buck Williams     | 7.576           |
| Billy Paultz      | 4.544           |
| Brook Lopez       | 4.004           |
| Derrick Coleman   | 3.690           |
| Mike Gminski      | 3.671           |
| Jason Kidd        | 3.662           |
| Jayson Williams   | 3.328           |
| Chris Morris      | 2.918           |
| Julius Erving     | 2.738           |
| Richard Jefferson | 2.627           |

| Meeste assists         | Meeste assists |
| Speler                 | Assists        |
| ---------------------- | -------------- |
| Jason Kidd             | 4.620          |
| Bill Melchionni        | 3.044          |
| Kenny Anderson         | 2.363          |
| Deron Williams         | 2.078          |
| Darwin Cook            | 1.970          |
| Vince Carter           | 1.762          |
| Richard Jefferson      | 1.485          |
| Devin Harris           | 1.473          |
| Spencer Dinwiddie      | 1.452          |
| Micheal Ray Richardson | 1.410          |

| Meeste steals          | Meeste steals |
| Speler                 | Steals        |
| ---------------------- | ------------- |
| Jason Kidd             | 950           |
| Darwin Cook            | 875           |
| Kerry Kittles          | 803           |
| Chris Morris           | 784           |
| Kendall Gill           | 652           |
| Buck Williams          | 599           |
| Julius Erving          | 583           |
| Eddie Jordan           | 562           |
| Micheal Ray Richardson | 552           |
| Brian Taylor           | 500           |

| Meeste blocks   | Meeste blocks |
| Speler          | Blocks        |
| --------------- | ------------- |
| Brook Lopez     | 972           |
| George Johnson  | 863           |
| Buck Williams   | 696           |
| Mike Gminski    | 599           |
| Derrick Coleman | 559           |
| Julius Erving   | 521           |
| Billy Paultz    | 498           |
| Chris Morris    | 468           |
| Chris Dudley    | 466           |
| Sam Bowie       | 459           |

| Meeste driepunters | Meeste driepunters |
| Speler             | Driepunters        |
| ------------------ | ------------------ |
| Joe Harris         | 890                |
| Jason Kidd         | 813                |
| Kerry Kittles      | 687                |
| Vince Carter       | 638                |
| Joe Johnson        | 516                |
| Deron Williams     | 520                |
| Spencer Dinwiddie  | 426                |
| Chris Morris       | 368                |
| Kyrie Irving       | 353                |
| Keith Van Horn     | 335                |

## Retired nummers[2]
De Brooklyn Nets hebben 6 rugnummers uit roulatie gehaald.
| Brooklyn Nets retired nummers | Brooklyn Nets retired nummers | Brooklyn Nets retired nummers | Brooklyn Nets retired nummers | Brooklyn Nets retired nummers |
| Nr                            | Speler                        | Positie                       | Periode bij de Brooklyn Nets  | Datum van 'retirement'        |
| ----------------------------- | ----------------------------- | ----------------------------- | ----------------------------- | ----------------------------- |
| 3                             | Dražen Petrović               | G                             | 1991-1993                     | 11 november 1993              |
| 5                             | Jason Kidd                    | G                             | 2001-2008                     | 17 oktober 2013               |
| 23                            | John Williamson               | G                             | 1973-1977, 1978-1980          | 7 december 1990               |
| 25                            | Bill Melchionni               | G                             | 1969-1976                     | september 1976                |
| 32                            | Julius Erving                 | F                             | 1973-1976                     | 3 april 1987                  |
| 52                            | Buck Williams                 | F                             | 1981-1989                     | 11 april 1999                 |